# Personaggi de Il re leone

Timon, Pumbaa e Simba durante Hakuna Matata

Questa è la lista dei personaggi del franchise de Il re leone, i due sequel e le due serie derivate. Di The Lion Guard ci sono solo i protagonisti, alcuni personaggi secondari e gli antagonisti, mentre sulla pagina del cartone animato ci sono il resto dei personaggi.

## Il re leone (1994 e 2019)

### Simba
Simba è il leone protagonista dei film. Figlio di Mufasa e Sarabi, nipote di Scar e marito di Nala, è il legittimo erede al trono della Terra del branco. Alla fine diventa inoltre padre di Kiara e Kion, e avrà un ruolo di primo piano nel secondo film. Compare nella trilogia omonima e nelle serie animate Timon e Pumbaa (qui come personaggio secondario) e The Lion Guard, ispirata dopo gli eventi del primo film.

### Nala
Nala è una leonessa, figlia di Sarafina (che appare in una scena de Il re leone), migliore amica e compagna di giochi fin dalla giovinezza di Simba, e successivamente sua moglie. Ha gli occhi azzurri come sua madre Sarafina.

### Timon e Pumbaa
Timon e Pumbaa sono i due comprimari del Classico Disney Il re leone.  Timon è un suricato, mentre Pumbaa è un facocero, nonché una coppia di amici sognatori che vivono all'insegna della frase Hakuna Matata (senza pensieri) e si nutrono di insetti, in particolare scarafaggi. Timon è piuttosto pavido, presuntuoso, egoista e spensierato ma nonostante ciò è buono, simpatico e altruista. Ricopre il ruolo di leader. Pumbaa è buono, gentile, simpatico e apparentemente ingenuo, ma più intelligente e intuitivo di quanto sembri. I due personaggi sia nella trilogia che nelle serie animate Timon e Pumbaa (qui sono i protagonisti) e The Lion Guard (ambientata dopo gli eventi del primo film). Nel remake del 2019 non sono gli unici a vivere sull'oasi, infatti ci sono anche altri animali.

### Scar
Scar è l'antagonista principale del classico Disney Il re leone. È il fratello minore di Mufasa, nonché lo zio paterno di Simba, colui che usurpa il trono. Nei live action il vero nome è Taka, mentre secondo Ford Riley, produttore della serie The Lion Guard, conferma che si chiama Askari ( in onore al primo leader della Guardia del Leone ). 

### Mufasa
Mufasa è il padre di Simba, nonché il re della savana. Ama moltissimo la sua regina Sarabi (madre di Simba). Dal punto di vista della personalità ricalca l'archetipo del monarca saggio, buono e generoso (anche se severo ed autoritario), dal punto di vista fisico appare come il leone maschio per eccellenza, distinguendosi tra i suoi simili per maestosità e possenza fisica. Pur essendo Simba il vero protagonista del film, Mufasa è un personaggio di innegabile importanza, poiché ricorre spesso nei ricordi del figlio e rimane la sua guida anche dopo la sua scomparsa.
Data la sua grande saggezza, sotto il suo regno tra gli animali delle Terre del Branco regna solo armonia e giustizia. Nonostante ciò Mufasa è odiato da Scar, suo fratello minore, cresciuto nel rancore nei suoi confronti per non essere stato scelto dal loro padre come futuro re. Quest'ultimo, pertanto, imbastisce un piano per uccidere lui e Simba, in modo da poter salire al trono al posto loro. Il primo tentativo di fare questo viene sventato dall'intervento di Mufasa, il quale mette in fuga le tre iene Shenzi, Banzai e Ed. Il giorno dopo, Scar attua un nuovo piano per uccidere il fratello e il nipote. Dopo aver attirato Simba, con l'inganno, in una gola, gli aizza contro un enorme branco di gnu, mettendo in pericolo il giovane principe. Mufasa salva ancora una volta suo figlio e, per salvarsi dagli zoccoli dei terrorizzati gnu, tenta una faticosa scalata su una parete rocciosa, ma troverà Scar che, sussurrandogli diabolicamente "Lunga vita al re!", lo spingerà giù dalla parete causando la sua morte. Dopo molti anni, Simba viene a contatto con la sua vecchia amica Nala, che tenta di convincerlo a tornare alla Rupe dei Re e riprendersi il trono. Simba, ancora attanagliato dai sensi di colpa per il decesso del padre (Scar gli aveva fatto credere che Mufasa morì nel tentativo di salvarlo), rifiuta e si allontana in un campo, in cui incontra il saggio babbuino Rafiki, vecchio amico di Mufasa rimasto in "contatto" con il suo spirito. Questi, facendolo specchiare in un piccolo stagno, gli mostrerà l'immagine di Mufasa sovrapporsi alla sua, e di lì a poco, lo spirito di Mufasa in persona apparirà al figlio per ricordargli il suo ruolo, spronandolo a riprendere il suo posto come unico e vero re, con la celebre frase "Ricordati... chi sei!". Dopo aver affrontato e sconfitto Scar, Simba sale finalmente al trono e, un attimo prima di prendere il suo posto come re, osserva le nubi diradarsi e sente nuovamente la voce del padre che, solennemente, gli raccomanda ancora di ricordarsi chi è.
Mufasa compare anche nel secondo film,  Il re leone 2 - Il regno di Simba, ancora una volta in forma di spirito. Presenzia alla cerimonia di presentazione della nipote Kiara, ed in seguito progetta, insieme a Rafiki, la riappacificazione dei due branchi tramite l'unione di Kovu e Kiara. Compare anche in un sogno di Simba in cui questi rivive il terribile momento della sua morte. Sua ultima apparizione è in forma di "luce guida", per consigliare all'indeciso Simba, dopo lo scontro tra i Rinnegati (capeggiati da Zira) e il suo branco, di mettere fine alle inimicizie tra i due branchi. Al termine del film, si congratulerà con il figlio per le sagge decisioni da lui prese.
Nel terzo film, Il re leone 3 - Hakuna Matata, Mufasa appare in tre scene: alla presentazione di Simba, nel cimitero degli elefanti e quando il suo spirito incontra Simba, ma nel corso del film non ha alcun dialogo.
In The Lion Guard Mufasa appare sotto forma di spirito per guidare suo nipote Kion, dandogli consiglio nei suoi momenti di dubbio, solo lui può parlargli e sentirlo.
In Mufasa - Il re leone vengono spiegate le sue origini, raccontando di come inizialmente fosse estraneo alle Terre del Branco, di come incontrò Taka (prima di assumere il nome Scar) e di come salvò il regno dal malvagio Kiros.

### Sarabi
Sarabi è la premurosa madre di Simba. Regina della savana, nonché moglie di Mufasa. Il suo nome in swahili significa "miraggio". Nel film svolge un ruolo secondario e la si vede spesso insieme alle altre leonesse del branco in alcune scene, come nella scena iniziale durante la presentazione del figlio Simba, la scena del bagnetto di Nala e Simba, della salita al trono di Scar, nello scontro finale tra Simba e Scar insieme alle altre leonesse ed alla salita al trono del figlio. Sarabi è un personaggio calmo e tranquillo, ama moltissimo Mufasa ed è molto amica del vecchio Rafiki (migliore amico di Mufasa) e l'amica del cuore di Sarafina (madre di Nala). Ama molto dormire sopra le rocce, ed è anche leader della squadra delle leonesse cacciatrici. Quando Scar annuncia la morte di Mufasa e Simba, Zazu (maggiordomo reale) le dà un po' di conforto. Quando suo marito e suo figlio muoiono, lei crede alla versione dei fatti come gliela racconta Scar, si chiude nel dolore, e Scar, ormai re, le toglie il suo ruolo di regina e le lascia il compito di comandante delle leonesse cacciatrici. Come tutte le altre leonesse della sua squadra di cacciatrici, detesta Scar e, durante il regno di quest'ultimo è l'unica leonessa a tenergli testa. Quando Scar dice a tutti che era stato lui a uccidere Mufasa, Sarabi e le leonesse lottarono contro le iene, vincendo la guerra. Alla fine di tutto Sarabi assiste all'incoronazione del figlio, riprende il suo titolo di regina madre della savana fino alla sua morte, quando le succederà Nala.
Si presume che sia morta di vecchiaia perché nel sequel Il re leone II - Il regno di Simba non appare e non viene nemmeno menzionata, una delle ipotesi più plausibili dei motivi della sua assenza è il fatto che la sua doppiatrice originale, Madge Sinclair, è morta un anno dopo l'uscita del primo film e i produttori per omaggio e rispetto decisero di non inserire il suo personaggio all'interno del film, mentre nel midquel Il re leone 3 - Hakuna Matata fa soltanto un cameo di pochi secondi insieme a Mufasa durante la presentazione di Simba.
In The Lion Guard fa un cameo in un episodio, nelle illustrazioni nella Tana della Guardia del Leone che rappresenta la presentazione di Simba.
Nel remake del 2019, dopo la morte di Mufasa, Sarabi trova ingiusto il modo in cui Scar regna, mentre quest'ultimo gli chiede adesso che è Il nuovo Re di diventare la sua nuova sposa, Sarabi nega per rispetto al marito, ma soprattutto perché Scar è spietato nel suo ruolo di dittatore, dicendogli che non vale niente rispetto al precedente Re e viene attaccata prima che Simba arrivi e cominci l'attacco.
In Mufasa - Il re leone, uscito nel 2024, è una dei coprotagonisti, aiutando Mufasa, Rafiki e Taka a battere Kiros.

### Zazu
Zazu è il maggiordomo reale, che ha l'incarico di accudire i principi e di comunicare al re tutte le novità. È un esemplare di Bucero beccogiallo.
Nel primo film della saga, Zazu si trova in disaccordo con Simba e Nala, quando sono ancora cuccioli, sul fatto che egli ha il compito di proteggere il futuro re. Dopo la morte di Mufasa sarà costretto a servire il fratello Scar, divenuto il nuovo re, che lo imprigiona in una gabbia fatta di ossa e lo obbliga a cantare per lui. Con l'arrivo di Simba (ormai diventato adulto), viene liberato da Pumbaa, e durante il regno di Simba conserverà il suo incarico di maggiordomo.
Compare sia nella trilogia, nel remake e nel suo sequel/prequel (ove si scopre che era consigliere della giovane Sarabi) che nelle serie animate, tra cui Timon e Pumbaa dove è protagonista assoluto di alcuni episodi.

### Rafiki
Rafiki è un vecchio e saggio mandrillo, ed è lo "sciamano" delle Terre del Branco. Porta sempre con sé un bastone con delle zucche che usa per sposare o battezzare gli animali, o come semplice arma da mischia, che utilizza durante lo scontro con le tre iene. Ha inoltre dimostrato di essere un esperto di arti marziali, in quanto col suddetto bastone riesce a stendere molte iene.
È la guida spirituale di Mufasa e, in seguito, di Simba e persino di Timon nel terzo film. È una figura fondamentale, ed è anche calmo e simpatico, che indica la strada da percorrere affinché i sovrani non commettano errori irreparabili; la sua figura incarna quella di uno stregone africano. Il simpatico mandrillo intona spesso una nenia che fa Asantesana cocco banana!, la cui prima parte è in swahili e significa "grazie tante" la seconda in inglese.
Compare sia nella trilogia, nel remake e nel sequel che nelle serie animate.
Il suo nome "Rafiki", in Swahili, significa "amico".

### Shenzi, Banzai e Ed
Shenzi, Banzai e Ed sono un trio di iene macchiate che, fallito il tentativo di divorare Simba e Nala ancora cuccioli, aiutano Scar nella sua scalata al trono, ad uccidere Mufasa e a lottare contro le leonesse ribelli. Tradite da Scar, lo uccideranno insieme ad altre iene rimaste, per poi lasciare di propria volontà le Terre del Branco. Le tre iene sono come antagonisti secondari del primo film, vengono menzionate brevemente in Il re leone II - Il regno di Simba, personaggi ricorrenti nella serie animata Timon e Pumbaa e poi antagonisti principali dello spin-off. Nella serie animata The Lion Guard, sono decedute ma in compenso appaiono i loro figli: rispettivamente Janja (il quale ha avuto il ruolo di leader del suo clan a causa del fatto che è il figlio di Shenzi), Chungu e Cheezi (che a differenza del padre sa parlare). Nella seconda stagione, appaiono nei dipinti nella tana della Guardia, mentre inseguono Timon e Pumbaa. 
Nel remake del 2019 Shenzi diventa più spietata e seria, mentre Banzai e Ed vengono ribattezzati rispettivamente Kamari e Azizi. Durante l'inseguimento a Simba, un'altra iena si unisce a loro ma precipita mentre salta a Simba, Kamari e Azizi decidono di non scendere per andare a vedere lo stato del cucciolo, giustificando che nessuno avrebbe potuto sopravvivere. Durante il duello culminante alcune iene precipitano nelle fiamme e Shenzi affronta Nala e la leonessa ne esce vincente. Scar inganna Simba sul fatto che loro lo abbiano costretto ad uccidere Mufasa, aggiungendo che voleva ucciderle tutte e che sono dei "disgustosi spazzini" dopo di che cerca di giustificarsi e di difendersi dal clan, il quale non lo ascolta e lo sbrana, in quanto "la pancia di una iena non é mai piena". Appaiono anche in un ruolo minore nel prequel Mufasa - Il re leone. 

### Sarafina
Sarafina è la madre di Nala, ha gli occhi azzurri come la figlia. Appare in una sola scena, in cui è insieme a Sarabi (le due leonesse sono migliori amiche) e sta lavando Nala. Lei, suo marito, il re e la regina si misero d'accordo per fare in modo che un giorno Simba e Nala fossero marito e moglie, ma il destino ha fatto sì che si innamorassero senza che i loro genitori dicessero loro qualcosa. Nonostante Sarafina non venga più vista, è probabile che fosse presente durante la battaglia finale del film e poi che abbia fatto cameo in altri prodotti del franchise, ma la sua ultima apparizione ufficiale è in Mufasa - Il re leone quando aiuta Sarabi ad uccidere Gli Emarginati. Il nome Sarafina deriva da serafino, il più alto grado nella gerarchia angelica. Il loro nome deriva dall'ebraico e significa "splendente". È doppiata nella versione originale del film da Zoe Leader è in quella italiana da Paola Caviglia. Nei live action è doppiata in originale da Zoe Leader Penny Johnson Jerald  e Domenique Jennings e in italiano da Laura Romano.

## Timon e Pumbaa (1995-1999)

### Amici di Timon e Pumbaa
- Fred, Amico d'infanzia di Timon, di carattere spensierato e scherzoso. Ma spesso tende ad esagerare con le sue burle, finendo poi per fare del male a chi ne è vittima. (Doppiato da S. Scott Bullock)
- Speedy la lumaca Una lumaca maschio amica di Timon e Pumbaa, che viene spesso rapito per essere mangiata, lasciando quindi che i due la soccorrano. (Doppiato da Corey Burton)
- Zio Boaris, lo zio russo di Pumbaa, abile ballerino di danza classica. (Doppiato da Jim Cummings)
- Dr. Happy (doppiato da Steve Mackall)
- Pumbaa Jr., un giovane alligatore che viene adottato da Pumbaa, con grande disappunto di Timon.
- Baby Earl
- Oprean
- Rinda
- The Stinkbug (doppiato da Jess Harnell)
- Ned (doppiato da Frank Welker)
- Gopher (doppiato da Jim Cummings)

### Avversari
- Boss Castoro (doppiato da Brad Garrett)
- Irwin (doppiato da Charlie Adler)
- Fusto Quint
- Fred
- Toucan Dan
- Jumbojumbo
- Smolder l'orso (doppiato da Jim Cummings)
- Piccolo Jimmy (doppiato da Jim Cummings)
- Quint (doppiato da Corey Burton)
- El Toro (doppiato da S. Scott Bullock)
- Cheetata e Cheetato: Due maschi di ghepardo e fratelli tra loro. Cheetata spesso adopera la forza bruta, mentre Cheetato tende ad inventare stratagemmi per adescare le loro vittime. (doppiati da Rob Paulsen e Jim Cummings)

## Il re leone II - Il regno di Simba (1998)

### Kiara
Kiara è la figlia del re Simba e della regina Nala. 
Protagonista del film Il re leone 2 - Il regno di Simba, come suo padre Simba è una cucciola molto curiosa, testarda e determinata che tende a cacciarsi sempre nei guai. Diventata una bellissima leonessa adulta, si innamora di Kovu l'erede di Scar, con cui aveva stretto amicizia quando ancora erano cuccioli. Per la troppa somiglianza con Scar, Kovu non verrà mai accettato nelle Terre del Branco per questo le verrà vietato di vederlo, nonostante l'unione non voluta, i due sfideranno qualsiasi ostacolo pur di restare uniti e fermare la guerra fra i due branchi nemici. Simba infine capisce il suo errore e accetta Kovu come marito di Kiara, i due si sposano e diventano i futuri sovrani della savana.
In The Lion Guard Kiara appare come la sorella maggiore del protagonista Kion, e a fine terza stagione la si vede adulta con Kovu e con le leonesse Rinnegate ormai membri del branco di Simba (in seguito agli eventi finali del secondo film). Nel film Mufasa - Il re leone, appare da cucciola mentre insieme a Timon e Pumbaa ascolta la storia del nonno Mufasa e dello zio Scar raccontata da Rafiki. Alla fine del film , diventa sorella del piccolo Kion. 

### Kovu
Kovu è il figlio della leonessa Zira e l'erede di Scar, l'antagonista del primo film Il re leone. Nato negli ultimi giorni di regno di Scar, Kovu venne scelto personalmente da quest'ultimo per succederlo come Re delle Terre del Branco, anche per la evidente somiglianza con quest'ultimo. Per mantenere fede a questo triste destino di vendetta, Kovu verrà cresciuto da Zira nell'odio verso i leoni delle Terre del Branco venendo addestrato per uccidere Simba e diventare una volta per tutte Re. Diventato adulto, Kovu viene mandato dalla madre nelle Terre del Branco, allo scopo di avvicinarsi a Kiara, la figlia di Simba e Nala, che aveva incontrato quando ancora erano cuccioli, conquistando la fiducia del Re per poi ucciderlo. Inaspettatamente però, Kiara e Kovu si innamorano, sfidando perfino l'odio tra le loro due famiglie. Questo nuovo sentimento porta Kovu a ribellarsi al destino che gli è stato affidato e a tradire la malvagia madre. Dopo molte peripezie, Kovu riesce finalmente a farsi accettare da Simba, riuscendo a portare la pace tramite l'unione del suo branco con quello di Kiara.
Nella versione iniziale della sceneggiatura, Kovu era chiamato Nuka e doveva essere realmente il figlio di Scar, ma l'idea venne abbandonata, in quanto questo avrebbe determinato una stretta parentela con l'amata Kiara (figlia del suo cugino diretto Simba) causando così una relazione incestuosa.
"Kovu" in lingua Swahili ha il significato di "Cicatrice".
Come Zira, Nuka e Vitani appare in The Lion Guard, che è in contemporanea del secondo film, nell' episodio " Leoni nelle Terre di Nessuno". Riappare nell'ultimo episodio, ambientato dopo gli eventi del secondo film, in cui la Guardia torna nelle Terre del Branco dopo aver saputo dell'attacco di Zira ma trovandovi i due branchi ormai riuniti con Simba che, raccontando a Kion quanto è successo, annuncia con orgoglio che un giorno Kiara e Kovu saranno i nuovi sovrani, confermando come qualsiasi contrasto potesse esistere un tempo tra i due leoni ora non esiste più.

### Zira
Zira è l'antagonista principale del film Il re leone II - Il regno di Simba. Il suo nome deriva dal swahili e significa "odio" o "arrendersi". Madre di Nuka, Vitani e Kovu, è la leader del gruppo dei rinnegati, ovvero i leoni rimasti fedeli a Scar dopo la salita al trono di Simba. Appare anche nella serie The Lion Guard, ambientata prima dei fatti del secondo film.
Zira è particolarmente cinica, sadica, egoista, perfida, aggressiva, irascibile, spietata e opportunista, come dimostrato quando si prepara ad attaccare Simba in pieno giorno, mentre si trova da solo. È un'eccellente manipolatrice, riuscendo a instaurare nella mente di Kovu la convinzione ossessiva di dover uccidere Simba, e inoltre sembra non avere troppi problemi ad uccidere i membri della propria famiglia (minaccia di morte la figlia Vitani, che si rifiuta di combattere ancora Simba), il che fa di lei una psicopatica. Zira si lascia spesso trascinare dalle emozioni, perdendo il controllo di sé e prendendo spesso decisioni impulsive. Il regista del film Il re leone II - Il regno di Simba, Darrel Rooney, ha descritto la leonessa come "molto scaltra e matura, caratteristica espressa perfettamente dai suoi movimenti felini". A differenza di quanto ci si possa aspettare, tra Zira e Scar non c'è nessuna relazione affettiva. Darrel Rooney ha confermato ciò rispondendo alle domande di un fan, dicendo: All'inizio era previsto che Zira fosse la compagna di Scar nello script originale, ma la relazione è stata eliminata per evitare che il rapporto tra Kiara e Kovu risultasse incestuoso. La presenza di Zira, così come dell'intero clan dei Rinnegati, crea un buco di trama non indifferente dal momento che nel primo film tutte le leonesse sono dalla parte di Simba e non c'è nessuna traccia di un branco schierato con Scar. Nel corso degli anni, anche nelle serie successive, non è mai stata data alcuna spiegazione a questo clamoroso errore di continuity. In origine, Zira sarebbe dovuta morire suicida, lasciando volontariamente la presa sulle rocce, ma l'idea venne scartata perché ritenuta troppo cupa per un film Disney. Siccome questo è avvenuto dopo che le bozze erano già state completate, esse furono riutilizzate e riorganizzate in modo che il suicidio fosse rimosso; comunque, è possibile osservare lo sguardo sorridente di Zira mentre precipita.
Zira fa la sua prima apparizione nel film Il re leone II - Il regno di Simba. Prima degli eventi del film Zira era fedele a Scar, ma quando quest'ultimo venne ucciso a causa di Simba, la leonessa venne esiliata e costretta a vivere nelle Terre di Nessuno insieme ad un branco di leonesse (i rinnegati) e i suoi tre figli: Nuka, Vitani e, soprattutto, Kovu, il quale era stato scelto da Scar come suo legittimo erede. Una volta che Kovu diventa adulto, Zira decide di infiltrare il figlio nelle Terre del Branco, in modo tale da uccidere Simba dopo essersi guadagnato la sua fiducia, per poi diventare il nuovo re, da lei controllato. Tuttavia Kovu si innamora di Kiara, figlia di Simba, e questo distrugge il controllo che la madre ha su di lui. Zira, sentendosi tradita, tende un'imboscata a Simba; in questa occasione Nuka muore accidentalmente nel tentativo di catturare Simba, mentre quest'ultimo riesce a fuggire. Qui Zira mostra il suo lato più "umano", disperandosi alla morte del figlio. Zira accusa Kovu di aver provocato la morte di Nuka e, dopodiché, pazza di collera perché Simba ha potuto ferirla per l'ennesima volta ed è riuscito perfino a corrompere Kovu, l'unica cosa che non aveva mai creduto possibile, guida le sue leonesse nelle terre del Branco dove dà inizio ad una dura lotta con Simba e i suoi sudditi. A fermarli intervengono Kovu e Kiara, i quali riescono a convincere i rinnegati, compresa Vitani, ad abbandonare la lotta e a schierarsi dalla parte di Simba. Nonostante la proposta di dimenticare il passato e la possibilità di essere accolta da Simba, Zira attacca il Re, ma Kiara le si para davanti, salvando il padre. Nella colluttazione, le due leonesse precipitano in una profonda gola, nella quale passa un fiume vorticoso: Kiara riesce a mettersi al sicuro su uno sperone di roccia, mentre Zira si ritrova in equilibrio precario, rifiutando l'aiuto di Kiara, per orgoglio, e quindi finisce per precipitare e morire annegata (nella sceneggiatura originale Zira lascia volontariamente la presa, ma l'idea fu scartata poiché troppo cupa). Nonostante il suo piano sia fallito, parte di esso si compie comunque, per quanto non nel modo in cui lei voleva, perché alla fine i rinnegati tornano a vivere nelle Terre del Branco (ma in pace e assieme ai leoni della Rupe dei Re), delle quali, un giorno, Kovu diventerà il sovrano (ma assieme a Kiara).
In The Lion Guard, appare per la prima volta nel episodio 20, dove occupa le acque di Jasiri e del suo branco, quando Bunga lo dice a Rafiki, quest' ultimo racconta che Zira aveva sfidato Simba in quanto Scar aveva scelto Kovu come erede ma poi fu esiliata insieme al suo branco. Zira spiega a Kion che lei e Scar ci conoscevano sin da piccoli e che lui le spiego i poteri del ruggito e chiede a Kion di restare dopo aver saputo che è il figlio di Simba e gli dice che non può usare il ruggito contro altri leoni altrimenti lo perderà, a fine episodio Kion capisce che l'ha mentita e fa volare via lei e il suo branco più lontano dalle Terre di Nessuno. Alla fine della serie, Kion e La Guardia tornando dopo la sua sconfitta, sapendo quello che è accaduto. Su chi sia il padre dei suoi cuccioli non é dato tuttora a saperlo e degno di nota é che non é mai menzionato. 

### Nuka
Nuka è l'antagonista secondario del film Disney Il re leone II - Il regno di Simba. Il nome significa "puzza" in swahili; probabilmente, il nome gli è stato assegnato a causa dell'aspetto trasandato. Nuka si distingue per una scarsa criniera nera, una costituzione magra ed un gran numero di parassiti che infestano il suo pelo, e ha occhi rossi come la madre. Oltre a Kovu, che invidia profondamente, Nuka ha una sorellina, Vitani, che a dispetto dell'età è molto più matura di lui e con la quale si ritrova spesso a battibeccare. Nuka desidera profondamente essere riconosciuto dalla madre, Zira, a tal punto da sacrificare la sua stessa vita per realizzare il desiderio di questa di vendicare Scar: muore schiacciato da dei pesanti tronchi durante l'inseguimento di Simba e la sua morte segna profondamente Vitani, che per questo, quando la madre la minaccia di morte quando la prima decide di schierarsi dalla parte di Simba, finirà per abbandonarla assieme al resto dei rinnegati. È probabile che Nuka sia stato il figlio più amato da Zira, poiché ella è profondamente disperata dalla sua morte, mentre non aveva avuto problemi a minacciare pesantemente Vitani e Kovu.
Per quanto sia una teoria sostenuta dai fan, Nuka non è il figlio di Scar, in quanto né lui stesso né Zira lasciano intendere che lo sia quando si parla di lui. 
Nella primissima sceneggiatura, come già menzionato, Nuka avrebbe dovuto essere un solo figlio e che doveva essere veramente generato anche da Scar, ma poi é stato cambiato per fare in modo di non causare incesti con i personaggi. Tuttavia il nome dell' originale personaggio venne riutilizzato per lui. 
In The Lion Guard, ambientata durante gli eventi del secondo film, appare nell' episodio 20 "Leoni delle Terre di Nessuno", in cui affronta Jasiri e Kion per poi essere spazzato via insieme a tutta la famiglia. Tuttavia nell'episodio finale non é menzionato il suo destino e nemmeno nominato.

### Vitani
Vitani è l'antagonista terziaria in Il re leone II - Il regno di Simba. Vitani è l'unica figlia femmina della malvagia Zira. Vitani ha due fratelli: Nuka, fratello maggiore, e Kovu, che si direbbe suo fratellastro. Il suo aspetto ricorda poco quello della madre, per il suo mantello che appare dorato e i suoi occhi che sono viola, ma una volta adulta i suoi tratti appaiono più simili. Le piace fare la lotta, è diretta e sarcastica, ma non per questo poco giudiziosa. Inizialmente appoggia la madre in ogni circostanza, mostrandosi anch'essa adirata con Kovu alla morte del fratello e poi seguendola quando inizia la guerra, ma poi il suo lato saggio riemerge durante lo scontro finale: dopo aver vissuto nella violenza e nell'odio, decide di prestare ascolto a Kiara e rinuncia a perseguire il piano della madre per uccidere Simba. Questo gesto scatena la rabbia di Zira, che minacciandola si aliena la lealtà anche delle altre leonesse, ponendo così fine la guerra fra i due regni.
Gli animatori inizialmente l'avevano chiamata Shetani, che in Swahili significa "diavolo", ma alla fine optarono per Vitani, che invece significa "battaglia".
Nell'ultima stagione di The Lion Guard, in cui Kion e la Guardia del Leone hanno lasciato temporaneamente le Terre del Branco, al loro ritorno scoprono che Vitani, in loro assenza (i fatti della seconda parte del secondo film avvengono durante l'assenza di Kion), ha creato un gruppo di leonesse che agisce di fatto da nuova Guardia del Leone. Dopo un'iniziale rivalità, i due gruppi collaborano e, quando Kion e i suoi amici rinunciano al proprio ruolo per poter proteggere l'Albero della Vita, Vitani gli succede con la propria guardia, ottenendo anche loro i poteri dei guardiani.

## Il re leone 3 - Hakuna Matata (2004)
In questo film, spin-off della serie, appaiono alcuni parenti di Timon, in particolare sua madre (doppiata da Julie Kavner) e lo zio Max (doppiato da Jerry Stiller). I due sono fortemente caratterizzati e stereotipati: da un lato c'è la madre, apprensiva come ogni genitore, che tende a difendere il figlio e a preoccuparsi per lui in ogni circostanza. Dall'altro lo zio, personaggio pauroso e nevrotico, sempre ossessionato dalle minacce esterne (a sua detta i suricati sono delle prede naturali impossibilitate a difendersi). Proprio lui in diverse occasioni accusa Timon davanti agli altri. Alla fine del film compariranno nelle terre del branco e mostrando coraggio e spirito di gruppo, aiuteranno gli eroi principali a sconfiggere Scar e le iene.
Inizialmente, in un concetto iniziale del film, avrebbe dovuto apparire anche il padre di Timon, ma poi quest'idea è stata scartata così da permettere a Timon di interagire di più con la madre.

### Ruoli decisivi
Tra i ruoli decisivi della trilogia del re leone e della serie animata Timon e Pumbaa ognuno fa la parte del protagonista e chi invece assume la parte dell'antagonista. Per esempio:
- Ne Il re leone (1994), Simba, il figlio di Mufasa e Sarabi, è il protagonista e Scar, lo zio di Simba e fratello di Mufasa è l'antagonista.
- Ne Il re leone 2 - Il regno di Simba (1998) nonché il sequel del film, Kiara, la figlia di Simba e Nala, è la protagonista, mentre Zira, la madre di Kovu, Vitani e Nuka sono gli antagonisti.
- Ne Il re leone 3 - Hakuna Matata (2004) nonché il midquel del film, Timon e Pumbaa, i migliori amici di Simba e Nala, sempre al fianco di Sarabi, Ma la madre di Timon, Max lo zio di Timon, Mufasa, Sarafina, Rafiki e Zazu, sono i protagonisti, mentre le tre iene ridenti Shenzi, Banzai e Ed che lavorano per Scar sono gli antagonisti.
- Nella serie animata Timon e Pumbaa (1995-1999) di 85 per 168 episodi in 3 stagioni, i due sono sempre protagonisti, dove incontrano vari amici e avversari nel corso della serie.

## The Lion Guard (2015-2019)

### Protagonisti e Membri della Guardia del Leone
- Kion: il protagonista della serie, è un leoncino, secondogenito di Simba e Nala, quindi fratello minore di Kiara; è il capo della Guardia del Leone e il suo membro più fiero. È doppiato nella versione originale da Max Charles e da Mattia Fabiano in quella italiana.
- Fuli: il tritagonista della serie, è un cucciolo di ghepardo-femmina, amica di Kion e secondo membro del gruppo nonché la più veloce. È doppiata nella versione originale da Diamond White e da Sara Labidi in quella italiana.
- Banga: il terzo personaggio della serie, è un cucciolo di tasso del miele, amico d'infanzia di Kion e terzo membro del gruppo nonché il più coraggioso. Doppiato nella versione originale da Joshua Rush e in quella italiana da Lorenzo D'Agata.
- Beshte: il quarto personaggio della serie, è un cucciolo di ippopotamo, amico di Kion e quarto membro del gruppo nonché il più forte. È doppiato nella versione originale da Dusan Brown e da Lorenzo Crisci De Carolis in quella italiana.
- Ono: il quinto personaggio della serie, è un cucciolo di egretta, amico di Kion e quinto membro del gruppo nonché quello dotato della vista più acuta. Per metà della terza stagione diventa cieco e il suo ruolo viene temporaneamente sostituito da Anga. È doppiato nella versione originale da Atticus Shaffer e da Alex Polidori in quella italiana.
- Anga: un'aquila marziale che si unisce alla Guardia del Leone alla fine della seconda stagione; sostituisce temporaneamente Ono come membro del gruppo dalla vista più acuta quando Ono diventa cieco per un periodo. È doppiata nella versione originale da Bryana Salaz e da Joy Saltarelli in quella italiana.
- Makini: una femmina di mandrillo, apprendista di Rafiki e futura sacerdotessa delle Terre del Branco. È doppiata nella versione originale da Landry Bender e da Vittoria Bartolomei in quella italiana.

### Personaggi secondari
- Tiifu: una leoncina amica di Kiara e membro del regno di Simba, è molto più sensibile della sua costante amica Zuri. In un'intervista è stato rivelato che lei è il leone più piccolo e più giovane delle Terre del Branco[senza fonte]. Nell'episodio della seconda stagione Avventura sottoterra affronta la sua paura del buio e stringe amicizia con la zebra Thurston. È doppiata nella versione originale da Sarah Hyland ne Il ritorno del ruggito, la prima stagione e Il ritorno di Scar e da Bailey Gambertoglio nella seconda stagione, mentre nella versione italiana da Lucrezia Marricchi.
- Zuri: un'altra leoncina amica di Kiara e membro del regno di Simba, piuttosto vanitosa e che odia sporcarsi. È doppiata nella versione originale da Madison Pettis e in quella italiana da Agnese Marteddu.
- Thurston: è capo della mandria di zebre pieno di sé, vanitoso e sciocco; quando è spaventato tende a urlare Panico e Fuga!. Tuttavia Kion e la guardia del leone vede del potenziale in lui e dalla seconda stagione viene incaricato di difendere le Terre del Branco. Fa amicizia con Tiifu. Doppiato in originale da Kevin Shon e in italiano da Sergio Lucchetti.
- Jasiri: è una gentile e ironica iena che vive nelle Terre di Nessuno ma a differenza di Janja rispetta il Cerchio della Vita. Si allea con la Guardia del Leone e successivamente fa redimere Janja, con il quale stringe una relazione amorosa, e diventa regina delle Terre di Nessuno, governando con saggezza e con rispetto verso le Terre del Branco. Doppiata Maia Mitchell nella versione originale e da Margherita de Risi in quella italiana.
- Makuu: un coccodrillo del Nilo a capo dei coccodrilli nelle Terre del Branco. Nella prima stagione prende il controllo del branco sconfiggendo il vecchio capo Pua in uno scontro di Mashindano e svolge il ruolo di antagonista in quanto non rispettoso del Cerchio della vita e intenzionato ad allontanare gli ippopotami per non condividere con essi il lago ma nella seconda stagione cambia carattere, in quanto il suo branco e le intere Terre del Branco sono messi a dura prova dalla stagione secca; all'apparenza è arrogante, avido, opportunista e irrispettoso delle regole, si dimostra poi un capo saggio, responsabile e disposto ai compromessi. È doppiato nella versione originale da Blair Underwood e in quella italiana da Andrea Lavagnino.
- Basi: padre di Beshte e saggio capo degli ippopotami. Doppiato in originale da Kevin Michael Richardson e in italiano da Paolo Marchese.
- Pua: il vecchio e saggio capo dei coccodrilli, sconfitto e deposto lealmente da Makuu in un duello. A Differenza del successore, è favorevole alla condivisione del lago con gli ippopotami. Nonostante un'iniziale ostilità verso le regole, presto Makuu eredita la sua saggezza. Doppiato in originale da Gerald C. Rivers e da Alessandro Rossi in italiano.
- Mbeya: uno scorbutico rinoceronte nero delle Terre del Branco. Doppiato da Howy Parkins nella versione originale e da Stefano Alessandroni in quella italiana.
- Ma Tembo: saggia e pacifica elefantessa, matriarca del suo branco. È stata il primo animale a tornare nelle Terre del Branco dopo la sconfitta di Scar e ha stretto una forte amicizia con Simba. Doppiata da Lynette DuPree nella versione originale e da Aurora Cancian in quella italiana.
- Ajabu: un timido okapi che si trasferisce nelle Terre del Branco per sfuggire al leopardo Makucha e fa amicizia con Beshte. Doppiato da Ron Funches nella versione originale e da Emanuele Ruzza in quella italiana.
- Badili: un leopardo timido e gentile che viene costantemente scacciato da un leopardo dal suo territorio; la Guardia del Leone lo aiuta a scacciare il rivale e credere maggiormente in sé stesso.
- Hadithi: un'aquila africana e idolo di Ono; inizialmente è un personaggio attaccato alla fama, inventando imprese che non ha mai commesso, ma grazie alla giovane egretta decide di fare ammenda e di impegnarsi per essere realmente un eroe. Diventa il mentore di Anga e presenta quest'ultima alla Guardia del leone. Doppiato da John O'Hurley nella versione originale e da Saverio Indrio in quella italiana.
- Askari: un antico e saggio leone delle Terre del Branco, fondatore e capo della prima Guardia del Leone. Come Mufasa, compare a Kion sotto forma di spirito per guidarlo e dargli consigli. Aiuta Kion a riprendere il controllo del ruggito e sfruttarne appieno i poteri. Doppiato da Michael Luwoye nella versione originale e da Saverio Indrio in quella italiana.

Il Branco della Notte
Un gruppo formato da leoni asiatici simile alla Guardia del Leone; essa ha il compito di proteggere l'Albero della Vita, pianta presente in un'oasi con capacità curative per gli animali.
- Rani: giovane femmina di leone asiatico a capo del Branco della Notte; dopo la morte di sua nonna, la regina Janna, diventa regina dell'Albero della Vita e stringe una relazione amorosa con Kion.
- Balyio: é il fratello minore di Rani e secondo membro del gruppo. Ha un carattere eccentrico e divertente ma sa essere serio durante le missioni.
- Sorak: é lo zio di Rani e Balyio e secondo membro del gruppo, ha un carattere serio e misterioso.
- Nirmala: è la guaritrice e terzo membro del gruppo, è molto materna e paziente.
- Regina Janna: è la saggia regina dell'Albero della Vita e quarto membro del gruppo, madre di Sorak e nonna di Rani e Balyio. Quando muore, le succede Rani.
- Ulu: è un gufo delle nevi e quinto membro del gruppo; funge da vedetta e ha il compito di avvisare il branco in caso di pericolo.

Nuova Guardia del Leone
Gruppo formatosi nell'ultimo episodio della serie, composto da Vitani e altre leonesse del branco dei Rinnegati ora accettate nelle Terre del Branco; tale formazione viene sfidata dalla Guardia del Leone di Kion per verificare il gruppo migliore.
- Shabaha: la leonessa più coraggiosa del gruppo e viene sconfitta da Banga in una sfida.
- Kasi: la leonessa più veloce del gruppo e viene sconfitta da Fuli in una sfida.
- Tazama: la leonessa dalla vista più acuta del gruppo e sconfigge Anga in una sfida.
- Imara: la leonessa più forte del gruppo e sconfigge Beshte

### Antagonisti
Stagioni 1-2
- Janja - una iena maculata adolescente maschio, antagonista principale della prima stagione, in seguito antagonista secondario della seconda stagione e dalla terza stagione in poi è uno dei personaggi secondari buoni della serie. Nella prima stagione vuole a tutti i costi dominare sulle Terre del Branco, con il suo esercito di iene, ma viene sempre sconfitto da Kion e dalla Guardia del Leone, il che lo porta a resuscitare Scar per allearsi con lui per impossessarsi delle Terre del Branco. Tuttavia, a partire dagli inizi della terza stagione, dopo che Jasiri lo ha salvato a fine seconda stagione e dopo il tradimento di Scar, si redime, innamorandosi di Jasiri e aiutando Kion e la Guardia del Leone a sconfiggere Scar, diventando permanentemente amico della Guardia e il fidanzato di Jasiri. È il figlio di Shenzi. È doppiato nella versione originale da Andrew Kishino e da Stefano Benassi in quella italiana.
- Mzingo - un avvoltoio di Rueppell che fa da maggiordomo e alleato più fidato di Janja. Nella seconda stagione lui e il suo stormo si alleeranno con Scar, e il loro compito sarà incendiare le Terre del Branco con il "Fuoco dal cielo". Anche dopo che le iene sono passate al lato buono, e dopo la sconfitta di Scar, lui e il suo stormo si alleeranno con loro e, nell'ultimo episodio, con la Guardia del Leone. È doppiato nella versione originale da Jonny Rees e da Christian Iansante in quella italiana.
- Cheezi - una iena completamente matta, alleato e amico di Janja. È il figlio di Ed; tuttavia, a differenza di suo padre, è capace di parlare. È doppiato nella versione originale da Vargus Mason e da Nanni Baldini in quella italiana.
- Chungu - una iena di robusta costituzione, anch’egli un pò matto e alleato e amico di Janja. È il figlio di Banzai. È doppiato nella versione originale da Kevin Schon e da Roberto Stocchi in quella italiana.
- Kiburi - Un perfido coccodrillo che verrà sconfitto da Makuu al Mashindano ed esiliato con i suoi tre complici da Simba per aver tentato di ucciderlo. Lui e il suo branco si alleeranno con Scar. Doppiato nella versione originale da Common e in quella italiana da Stefano Mondini.
- Reirei - Una perfida e scaltra femmina di sciacallo dalla gualdrappa, a capo della sua famiglia e residenti nelle Terre di Nessuno. In seguito si unisce all'esercito di Scar. È l'unico capo degli eserciti di Scar che è femmina, escludendo il gruppo di lucertole. È doppiata da Ana Gasteyer in originale da Barbara Castracane in italiano.
- Goigoi - È uno sciacallo, compagno di Reirei. Seppure sia al pari di quest'ultima alquanto perfido, è estremamente ottuso.
- Ushari - Un perfido cobra che resuscita Scar con l'aiuto di Janja, in seguito diventa il fedelissimo luogotenente di Scar. Verrà ucciso da Banga, che lo butterà nel fuoco del vulcano. È doppiato da Christian Slater in originale e da Francesco Pezzulli in italiano.

Stagione 3
- Makucha - Un leopardo africano. È uno dei principali antagonisti della terza stagione, che agisce insieme a Mama Binturong ed altri alleati contro la Guardia del Leone e gli abitanti dell'Albero della Vita. È comparso brevemente anche nelle stagioni 1-2 nelle Terre del Branco, ricoprendo un ruolo nemico minore.
- Chuluun - Una femmina di leopardo delle nevi. È il temuto Fantasma della Montagna dell’omonimo episodio. Dopo essere stata sconfitta si allea con Makucha contro la Guardia del Leone.
- Ora - Un drago di Komodo che dall’episodio L’isola dei draghi, per vendetta, si allea con Makucha e Chuluun. È molto crudele e vorace.
- Mama Binturong/Nonna Ginterbong - È un binturong che dall’episodio a lei dedicato (l’ottavo della terza stagione) vuole vendicarsi di Banga, che ha fatto appassire i suoi tuliza con la sua flatulenza. Si allea con Makucha, Chuluun e Ora.
- Gli istrici di Mama Binturong - Un gruppo di istrici fedeli a Mama Binturong.
- Leopardi e draghi di Komodo - Due Leopardi africani e due draghi di Komodo che si alleano ai loro simili Makucha, Chuluun e Ora, dopo esser stati chiamati da Mama Binturong. Insieme ai quattro ideatori e agli istrici di Mama Binturong vengono sconfitti definitivamente dal ruggito di Kion, nell’episodio Il trionfo del ruggito.

## Mufasa - Il Re Leone (2024)
- Kiros - È il principale antagonista del film, un leone bianco di enormi dimensioni che guida un branco di leoni bianchi chiamati "gli emarginati" e che cerca vendetta verso Mufasa per la morte di suo figlio Shaju. Uccide i genitori adottivi di Mufasa e biologici di Taka, una volta che i due si sono diretti verso Milele. Taka, sentendosi tradito da Mufasa per avergli rubato l'amore di Sarabi e dei genitori, si allea con Kiros per vendicarsi e lascia dei graffi sulle rocce per fare in modo che il leone bianco li segua.  Nello scontro finale che si svolge a Milele, Kiros affronta Mufasa in una grotta (che poi diventa la Rupe dei Re a causa di un terremoto), ma Taka si pente e cerca di salvare il fratello mettendosi in mezzo e il leone bianco gli causa la cicatrice. Infine Kiros cade assieme a Mufasa in un fiume e muore schiacciato da un masso. È doppiato da Mads Mikkelsen nella versione originale e da Dario Oppido in quella italiana.
- Obasi - È il padre di Taka, capo dell'ultimo branco di leoni fulvi della zona nella Valle dei Re. Inizialmente non accetta Mufasa perché lo considera un randagio, alla fine quando viene sapere che ha salvato Eshe da due leoni bianchi degli emarginati, dimostra debito nei suoi confronti. Manda via Mufasa e Taka a scappare alla causa dell'arrivo dagli emarginati guidato da Kiros; lui, Eshe e il loro branco verranno sterminati da Kiros. È doppiato da Lennie James nella versione originale e da Pasquale Anselmo in quella italiana.
- Eshe - È la madre di Taka e adottiva di Mufasa, una leonessa gentile e affettuosa, ha accolto Mufasa dopo aver perso i suoi genitori. Un giorno Eshe addestra Mufasa alla caccia finché vengono attaccati da due leoni bianchi, Mufasa uccide un leone per salvarla. Quando viene sapere che gli emarginati si stanno dirigendo verso il loro branco per sterminarli, mette in salvo Mufasa e Taka che viaggiano verso Milele. Viene uccisa da Kiros e gli emarginati assieme a Obasi e il resto del branco. È doppiata da Thandiwe Newton nella versione originale e da Daniela Calò in quella italiana.
- Chigaru - È lo zio di Taka.
- Masego - È il padre biologico di Mufasa e compagno di Afia. Muore annegato in un'inondazione nel tentativo di salvare il figlio.
- Afia - È la madre biologica di Mufasa e compagna di Masego. Viene separata dal proprio cucciolo e compagno a causa di un'inondazione; tempo dopo raggiunge Milele dove si ricongiunge con il figlio. È doppiata in originale da Anika Noni Rose mentre in italiano da Domitilla D'Amico nei dialoghi e da Karima nel cantato.
- Akua e Amara - Sono le sorelle di Kiros, membri degli emarginati e zie di Shaju.
- Shaju - Il figlio di Kiros che viene ucciso da Mufasa durante l'imboscata alla Valle dei Re, cancellando così il suo diritto al trono.
- Azibo  - Un leone, membro del gruppo di Kiros che viene ucciso dagli altri leoni per non aver cercato di salvare Shaju da Mufasa.
- Mosi - Il leader della mandria di Bufali a Milele.
- Junia - Una babbuina amica di Rafiki.
- Inari - Un babbuino amico di Rafiki
- Mobo - Un altro babbuino amico di Rafiki.
- Enaki - Il leader dei babbuini che bandisce Rafiki per le sue pazzie.
- Ajarry - Una giraffa amica di Mufasa che vive nel suo territorio Natale.